# Krapanj (wyspa)
Krapanj – chorwacka wyspa, leżąca na Morzu Adriatyckim. Jest jedną z najmniejszych zamieszkałych wysp Chorwacji. Jej powierzchnia wynosi 35,61 ha a długość linii brzegowej 3 620 m. Jednocześnie ma największą (665,5 os./km²) gęstość zaludnienia.